# Rentarō Taki
Rentarō Taki (滝 廉太郎, Taki Rentarō, 24 août 1879 – 29 juin 1903) est un pianiste et un des compositeurs les plus connus du Japon.

## Biographie
Né à Tokyo, Taki déménage à plusieurs reprises dans son enfance en raison de la profession de son  père. En 1901, il est diplômé de l'École de musique de Tokyo où il a étudié auprès de August Junker. Une de ses pièces bien connues est  Kōjō no Tsuki, contenue dans le recueil de chansons pour les élèves du premier cycle du secondaire, en compagnie de Hakone-Hachiri (箱根八里). Hana (花, « fleurs ») est également une chanson bien connue.
La même année, Taki entre au conservatoire de Leipzig en Allemagne pour approfondir ses études (composition Salomon Jadassohn, piano : Robert Teichmüller) mais il tombe gravement malade de la tuberculose et rentre au Japon où il meurt bientôt à Ōita, âgé de 23 ans. Son œuvre posthume est une pièce pour piano solo intitulée Urami (憾), écrite quatre mois avant sa mort. On dit qu'il a intégré le sens de « regret » dans le titre de son dernier morceau.
À Taketa dans Kyūshū, où Taki est allé à l'école, se trouvent un musée (Taki Rentarō Kinenkan) ainsi qu'un monument. Au Japon, il est connu pour ses nombreuses chansons comme le « Schubert japonais ».

## Compositions pour piano
- Menuet en si mineur
- Urami　(憾 –« Repentir ») en ré mineur

## Musique vocale
- Hakone hachiri　(箱根八里 – « Huit miles dans Hakone »)
- Hana (花 – « Fleurs »)
- Kōjō no Tsuki (荒城の月 – « La Lune au-dessus du château en ruines »)

## Adaptations et hommages
- Le groupe allemand de rock Scorpions a enregistré une version de Kōjō no Tsuki sur l'album Tokyo Tapes en 1978.
- Le groupe folklorique argentin Los Cantores de Quilla Huasi a également enregistré une version de Kojo no Tsuki.
- Thelonious Monk a enregistré sa version de Kōjō no Tsuki sur l'album Straight, No Chaser sorti en 1967.
- L'astéroïde (8877) Rentaro, découvert en 1993, est nommé en son honneur[1].

## Sources et références
- (de)/(en) Cet article est partiellement ou en totalité issu des articles intitulés en allemand « Taki Rentarō » (voir la liste des auteurs) et en anglais « Rentarō Taki » (voir la liste des auteurs).

1. ↑  (en) « (8877) Rentaro », dans Dictionary of Minor Planet Names, Springer, 2007 (ISBN 978-3-540-29925-7, DOI 10.1007/978-3-540-29925-7_7264, lire en ligne), p. 670–670